# بوب والاس (عالم حاسوب)
بوب والاس (بالإنجليزية: Bob Wallace)‏ هو عالم حاسوب أمريكي، ولد في 29 مايو 1949 في مقاطعة أرلنغتون في الولايات المتحدة، وتوفي في 20 سبتمبر 2002 في سان رافاييل في الولايات المتحدة.